# McNay Art Museum
Das McNay Art Museum ist ein Kunstmuseum in San Antonio (Texas).

## Geschichte
Die in Ohio geborene Ölerbin Marion Koogler kam kurz nach ihrer Heirat mit dem Sergeant Don McNay Denton im Jahr 1918 erstmals nach San Antonio. Don McNay starb im selben Jahr während einer Grippe-Epidemie. Marion heiratete 1926 den prominenten Augenarzt Donald T. Atkinson. Das Paar ließ sich ein Haus im spanischen Kolonialstil mit 24 Zimmern bauen, das den Kern des McNay-Museums bildete. Marion begann die Kunst des 19. und 20. Jahrhunderts zu sammeln. Die Ehe mit Atkinson endete 1936 und Marion nahm wieder den Namen ihres ersten Ehemannes an.
Bei ihrem Tod im Jahr 1950 hinterließ Marion McNay mehr als 700 Kunstwerke. Ihr Haus und Anwesen von 9,3 Hektar Größe wurde als Stiftung das erste Museum für moderne Kunst in Texas. 1954 öffnete das Museum für die Öffentlichkeit.